# Zimbaliw Jar
| Zimbalow Jar Цимбалів яр | Zimbalow Jar Цимбалів яр |
| Dobry Put                | Dobry Put                |
| ------------------------ | ------------------------ |
| Ortsteil von             | Kiew                     |
| Rajon                    | Holossijiw               |

| \| Zimbaliw Jar \| |
| Lage der Vorstadt  |
| Zimbaliw Jar       |

Zimbaliw Jar (russisch Цимбалов яр Zymbaliw jar, ukrainisch Цимбалів яр) bezeichnet eine historische Örtlichkeit, ein Stadtviertel und eine Straße in der ukrainischen Hauptstadt Kiew am linken Ufer des Dnepr. Alle Objekte liegen südlich des Tals der Lybed zwischen der Golossejewskaja- und der Listopadnaja-Straße, der Tichwinski-Gasse und der Malokitajewskaja- sowie der Ziolkowskaja-Straße. Das Viertel umfasst eine Reihe von angrenzenden Straßen und Gassen.
Das Gebiet ist seit dem Ende des 19. Jahrhunderts besiedelt. Seinen Namen erhielt es von der Familie Zimbalow, die in der Gegend mehrere Anwesen besaß. Jar bezeichnet in der russischen bzw. ukrainischen Sprache ein tief eingeschnittenes Tal bzw. eine Schlucht.
Die erhaltene Bebauung – ein- und zweigeschossige Wohnhäuser – wurde größtenteils in den 1930er bis 1950er Jahren errichtet.